# Robert voor beste scenario
De Robert voor beste scenario (Deens:Årets originalmanuskript) is een filmprijs die jaarlijks op de Robertfest uitgereikt wordt door de Danmarks Film Akademi.  

## Winnaars
| Jaar | Naam                                                                        | Film                                                                                            |
| ---- | --------------------------------------------------------------------------- | ----------------------------------------------------------------------------------------------- |
| 1984 | Nils Malmros                                                                | Skønheden og udyret                                                                             |
| 1985 | Bille August en Bjarne Reuter                                               | Tro, håb og kærlighed                                                                           |
| 1986 | Jon Bang Carlsen                                                            | Ofelia kommer til byen                                                                          |
| 1987 | Helle Ryslinge                                                              | Flamberede hjerter                                                                              |
| 1988 | Bille August                                                                | Pelle erobreren                                                                                 |
| 1989 | niet uitgereikt                                                             |                                                                                                 |
| 1990 | Åke Sandgren en Stig Larsson                                                | Miraklet i Valby                                                                                |
| 1991 | niet uitgereikt                                                             |                                                                                                 |
| 1992 | Marianne Goldman                                                            | Freud flyttar hemifrån                                                                          |
| 1993 | niet uitgereikt                                                             |                                                                                                 |
| 1994 | Bille August                                                                | The House of the Spirits                                                                        |
| 1995 | Lars von Trier en Niels Vørsel                                              | Riget                                                                                           |
| 1996 | Carsten Rudolf                                                              | Menneskedyret                                                                                   |
| 1997 | Lars von Trier                                                              | Breaking the Waves                                                                              |
| 1998 | Nikolaj Scherfig                                                            | Ørnens øje                                                                                      |
| 1999 | Thomas Vinterberg en Mogens Rukov                                           | Festen                                                                                          |
| 2000 | Kim Fupz Aakeson                                                            | Den eneste ene                                                                                  |
| 2001 | Lone Scherfig                                                               | Italiensk for begyndere                                                                         |
| 2002 | Ole Christian Madsen en Mogens Rukov                                        | En kærlighedshistorie                                                                           |
| 2003 | Nils Malmros en John Mogensen                                               | At kende sandheden                                                                              |
| 2004 | Lars von Trier                                                              | Dogville                                                                                        |
| 2005 | Gedeelde prijs: Nikolaj Arcel en Rasmus Heisterberg \\ Anders Thomas Jensen | Kongekabale \\ Brødre                                                                           |
| 2006 | Anders Thomas Jensen                                                        | Adams æbler                                                                                     |
| 2007 | Niels Arden Oplev en Steen Bille                                            | Drømmen                                                                                         |
| 2008 | Bo Hr. Hansen                                                               | Kunsten at græde i kor                                                                          |
| 2009 | Dunja Gry Jensen en Henrik Ruben Genz                                       | Frygtelig lykkelig                                                                              |
| 2010 | Lars von Trier                                                              | Antichrist                                                                                      |
| 2011 | Michael Noer en Tobias Lindholm                                             | R                                                                                               |
| 2012 | Lars von Trier                                                              | Melancholia                                                                                     |
| 2013 | Tobias Lindholm                                                             | Kapringen                                                                                       |
| 2014 | Thomas Vinterberg en Tobias Lindholm                                        | Jagten                                                                                          |
| 2015 | Lars von Trier en Lærke Sanderhoff & Søren Balle                            | Nymphomaniac Director's Cut (Best original screenplay) en The Sunfish (Best adapted screenplay) |